# Onthophagus arvernus
Espèce
Onthophagus arvernus est une espèce fossile d'insecte coléoptère de la famille des Scarabaeidae (les scarabées) et du genre Onthophagus.

## Classification
L'espèce Onthophagus arvernus a été décrite en 1939 par les deux paléontologues français Louis Émile Piton (1909-1945) et Nicolas Théobald (1903-1981),. 

### Holotype fossile
Cet holotype de l'ère Cénozoïque, et de l'époque Oligocène (33,9 à 23,03 Ma) fait partie de la collection Rudel 31 et vient de la localité Puy-Saint-Jean sur la commune Mur-sur-Allier dans le Puy-de-Dôme, juste au nord-est du Puy de Mur et à proximité de la rivière l'Allier, moins d'un kilomètre.

### Étymologie
L'épithète spécifique arvernus fait référence aux Arvernes, un peuple celte de l'Auvergne.

## Description

### Caractères
« L'insecte représenté par l'empreinte et la contre-empreinte montre des fragments de la tête, du thorax, de l'abdomen et les deux élytres largement écartés. Le pronotum est brisé ; on peut pourtant reconnaître sa forme arrondie sur les côtés et rétrécie vers l'avant, ainsi que l'existence d'une ornementation consistant en une fine ponctuation. Élytres courts, arrondis à l'arrière, côtés subparallèles, fortement bombés dans le sens transversal et longitudinal ; surface entièrement couverte d'une ponctuation fine, serrée, régulièrement sériée longitudinalement ; quatre côtes longitudinales sont à peine marquées.
De l'abdomen, on voit cinq anneaux dont les quatre derniers sont extrêmement courts. Une fine ponctuation est visible sur les bords.
Actuellement, le fossile présente une coloration rouille claire. Le bord externe des élytres est très mince et d'une coloration marron foncé ; l'abdomen présente la teinte gris jaunâtre de la roche ».

### Dimensions
Longueur de l'élytre : 10 mm ; largeur : 6 mm . La longueur totale du corps est de 12 mm.

### Affinités
« Si l'allure générale du corps conduit de suite à attribuer ce Coléoptère aux Scarabaeidae, il faut remarquer qu'il peut subsister des doutes sur l'attribution générique du fossile, les caractères d'ornementation étant assez effacés.
Notons que E. Oustalet a décrit Onthophagus luteus Oustalet des gypses d'Aix-en-Provence. L'exemplaire d'Aix est mieux conservé que celui du Puy-de-Mur. La forme et l'ornementation sont à peu près les mêmes dans les deux fossiles, mais celui d'Aix est de plus petite taille, aussi ne croyons-nous pas pouvoir identifier les deux insectes.
Des terrains miocènes d'Œningen, O. Heer a décrit deux autres espèces : O.prodomus Heer et O. crassus Heer ».

## Biologie
Dans le gisement du Puy-de-Mur, les coléoptères sont nombreux. Le gisement a des points communs avec celui d'Aix-en-Provence. Il témoigne d'influences tempérées et méditerranéennes chaudes. Ces dernières sont confirmées par la présence de deux petits poissons trouvés par L. Piton : Barbus rudeli Piton et Haplochilus giraudi Piton, dont les formes affines se retrouvent dans les Indes et la Malaisie.

## Galerie
- Quelques espèces vivantes du genre Onthophagus.
- Onthophagus aeruginosus.
- Onthophagus binodis.
- Onthophagus coenobita.
- Onthophagus pentacanthus.
- Onthophagus quadridentatus.
- Onthophagus taurus.

### Publication originale
- [1939] Louis Émile Piton et Nicolas Théobald, « Poissons, Crustacés et Insectes fossiles de l'Oligocène du Puy-de-Mur (Auvergne) », Mémoires de la Société des Sciences de Nancy,‎ 1939, p. 77-123, 28 fig., 2 planches. .